# Aztlan

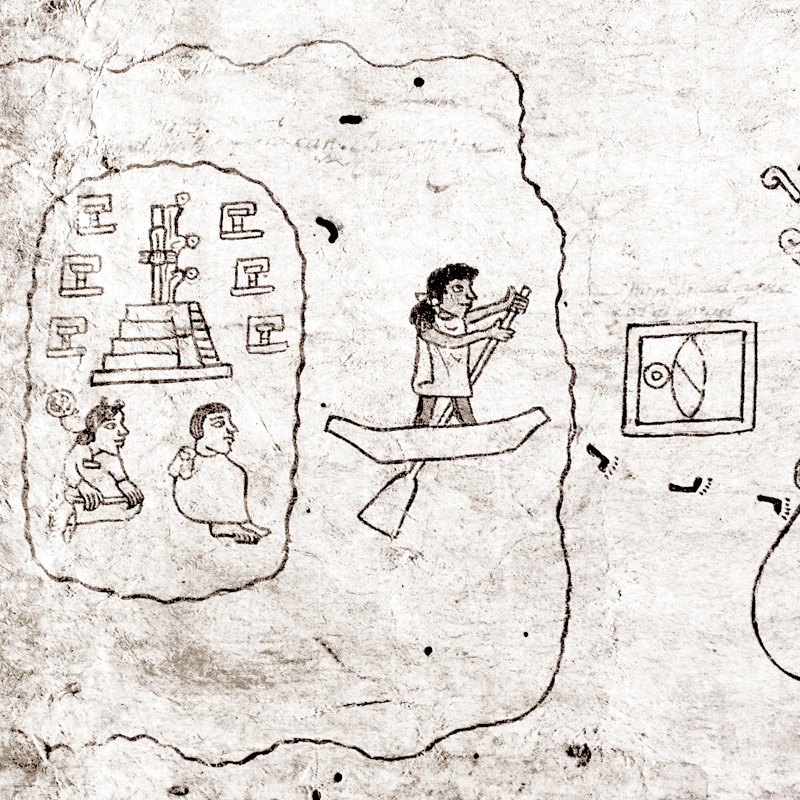
Détail du Codex Boturini qui représente l'île d'Aztlán avec à droite le glyphe 1 Silex.

Aztlan, toponyme nahuatl traduit par « lieu de la blancheur » ou « lieu des aigrettes », est un lieu mythologique aztèque, l'« altepetl » probablement mythique à partir duquel les futurs Mexicas auraient commencé leur migration vers le centre du Mexique en l'année 1 Silex, selon les légendes transmises par les codex aztèques et par les témoignages recueillis par les chroniqueurs espagnols au XVIe siècle.

## Étymologie
L'étymologie du mot est énigmatique. 
Une des deux traductions proposées, « lieu des aigrettes », se heurte à des difficultés linguistiques. Le mot est formé d'un suffixe locatif « -tlan » précédé d'un radical, or celui du mot « aztatl » («aigrette» en nahuatl, est « azta- » et non « az- ».

## Aztlan dans la mythologie

### Le mythe d'Aztlan
Selon la mythologie aztèque, Aztlan est une île située au milieu d'un lac. 
Après avoir quitté l'île, les Aztèques arrivent à un endroit appelé Chicomoztoc (« les sept cavernes ») ; contrairement à Aztlan, qui n'apparaît que dans les récits aztèques, Chicomoztoc est considéré par de nombreux groupes nahuas comme leur lieu d'origine légendaire. 
Les Aztèques trouvent là une image de leur dieu Huitzilopochtli et rejoignent d'autres tribus, dont le nombre varie selon les sources.

### La légende du voyage à Aztlan sous le règne de Moctezuma Ier
Diego Durán rapporte une des traditions les plus curieuses à propos d'Aztlan, selon laquelle l'empereur Moctezuma Ier aurait envoyé des émissaires à la recherche du lieu d'origine des Aztèques. Emmenés par magie à Aztlan, ceux-ci y auraient rencontré Coatlicue, la mère de Huitzilopochtli, qui leur aurait demandé des nouvelles de ses lointains parents à Tenochtitlan. Revenus à nouveau par magie à Mexico, les émissaires n'auraient donc pu indiquer la localisation d'Aztlan. Ce récit indique que les Aztèques eux-mêmes ne se faisaient pas une idée claire de l'emplacement d'Aztlan, sinon qu'elle se trouvait quelque part au nord.

### Analyse du mythe
Aztlan est considérée par de nombreux spécialistes contemporains comme un lieu purement symbolique, qui est le reflet mythique d'une ville réelle, peut-être Mexico-Tenochtitlan. 
En effet, les récits sont empreints de symbolisme, comme la date de départ, 1 Silex, qui représente le commencement.[pas clair]

## Les Européens et Aztlan

### Aztlan et l'Atlantide
La ressemblance phonétique entre le mot nahuatl Aztlan et le mot grec Atlan qu'on trouve notamment dans le récit de Platon relatant le mythe de l'Atlantide (Ἀτλαντίς / Atlantís), a donné lieu à de nombreuses spéculations pseudo-historiques sur d'éventuels contacts précolombiens entre le monde méso-américain et l'Europe antique, contacts très peu probables en l'absence de la métallurgie et de la roue en Amérique précolombienne, et invérifiables en l'état actuel des recherches. 
De telles ressemblances phonétiques ont donné à un groupe minoritaire de linguistes l'idée qu'il a pu exister au paléolithique une langue originelle unique de l'humanité, alors encore peu nombreuse.

### Recherches sur la localisation d'Aztlan
De nombreux spécialistes[pas clair], pensant qu'il existe un emplacement réel d'Aztlan, ont recherché Aztlan en différents endroits du nord ou au nord de la Mésoamérique[pas clair], d'où proviennent les tribus chichimèques, dont les Aztèques sont une branche.
Le cosmographe français du XVIe siècle, André Thévet, la situait pour sa part en Floride.
Les chercheurs modernes partisans de cette thèse se sont attachés à trouver un site septentrional situé sur une île au milieu d'un lac, ce qui réduit les recherches. Parmi les endroits les plus souvent cités se trouvent l'île de Janitzio au milieu du Lac de Pátzcuaro dans l'État mexicain de Michoacan, ou encore l'île de Mexcaltitan dans l'État de Nayarit.

## Sources
- (en) Eduardo Matos Moctezuma, The Great Temple of the Aztecs: Treasures of Tenochtitlan, New York, Thames et Hudson, 1988.
- (en) Mary Miller & Karl Taube, The Gods and symbols of Ancient Mexico and the Maya, Londres, Thames & Hudson, 1993
- Christian Duverger, L'origine des Aztèques, Éditions du Seuil, 1983 [détail de l’édition]